# Yurizan Beltran
Yurizan Beltran (Los Angeles, 2 novembre 1986 – Bellflower, 13 dicembre 2017) è stata un'attrice pornografica statunitense.

## Biografia
Yurizan Beltran è nata a Los Angeles, in California, nel novembre 1986. Originaria di Long Beach, ha dapprima lavorato da Hooters e, nel 2005, ha iniziato a prendere parte ai film pornografici. È apparsa anche nella rivista Penthouse e, durante i primi cinque anni nella pornografia, si è esibita solo in scene lesbiche, girando la sua prima scena eterosessuale nel 2010 per Digital Playground. È apparsa anche in due film non pornografici: Werewolf in a Women's Prison, film dell'orrore del 2006, e Rice on White, commedia romantica del 2017.

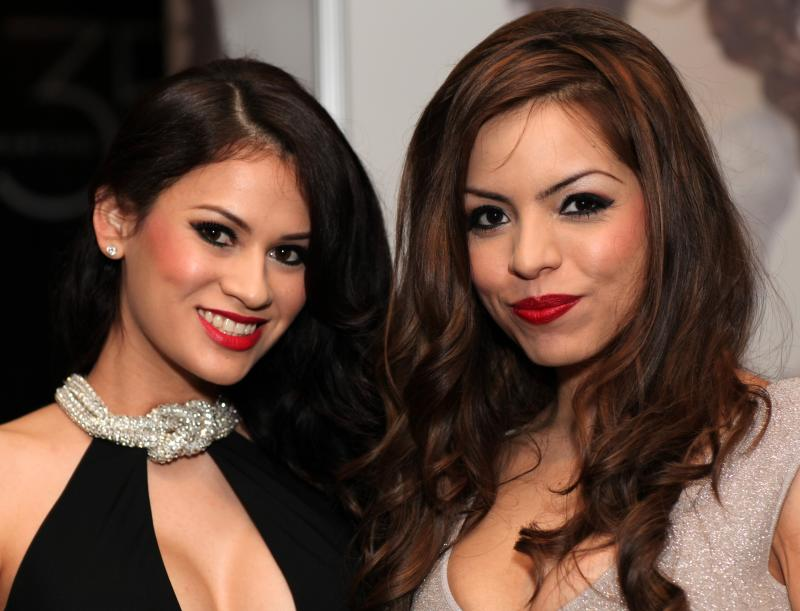
Yurizan Beltran assieme a Vanessa Veracruz agli AVN Awards del 2013

Yurizan Beltran è morta nel dicembre 2017, all'età di 31 anni, a causa di una overdose. È stata scoperta dal proprietario della casa in cui viveva a Bellflower e sono state trovate delle pillole vicino al suo letto: molti suoi colleghi hanno comunicato le loro condoglianze sui social media. La sua morte è avvenuta circa una settimana dopo il suicidio della collega August Ames, ponendo la questione della salute mentale degli attori pornografici al centro delle discussioni. La notizia è stata comunicata anche dalla compagnia Pornstar Platinum per la quale Yurizan Beltran aveva lavorato.

## Filmografia
- Yurizan (2005)
- Bodacious Video Magazine 6 (2008)
- Big Tits Curvy Asses 8 (2009)
- That's My Girl (2010)
- Yurizan Beltran agli AVN Awards del 2013Baby Got Boobs 6 (2011)
- Christmas Orgy (2012)
- Huge Horny Tits 4 (2012)
- Please Fuck My Tits (2012)
- Titty Creampies 3 (2012)
- Big Boob Babes (2013)

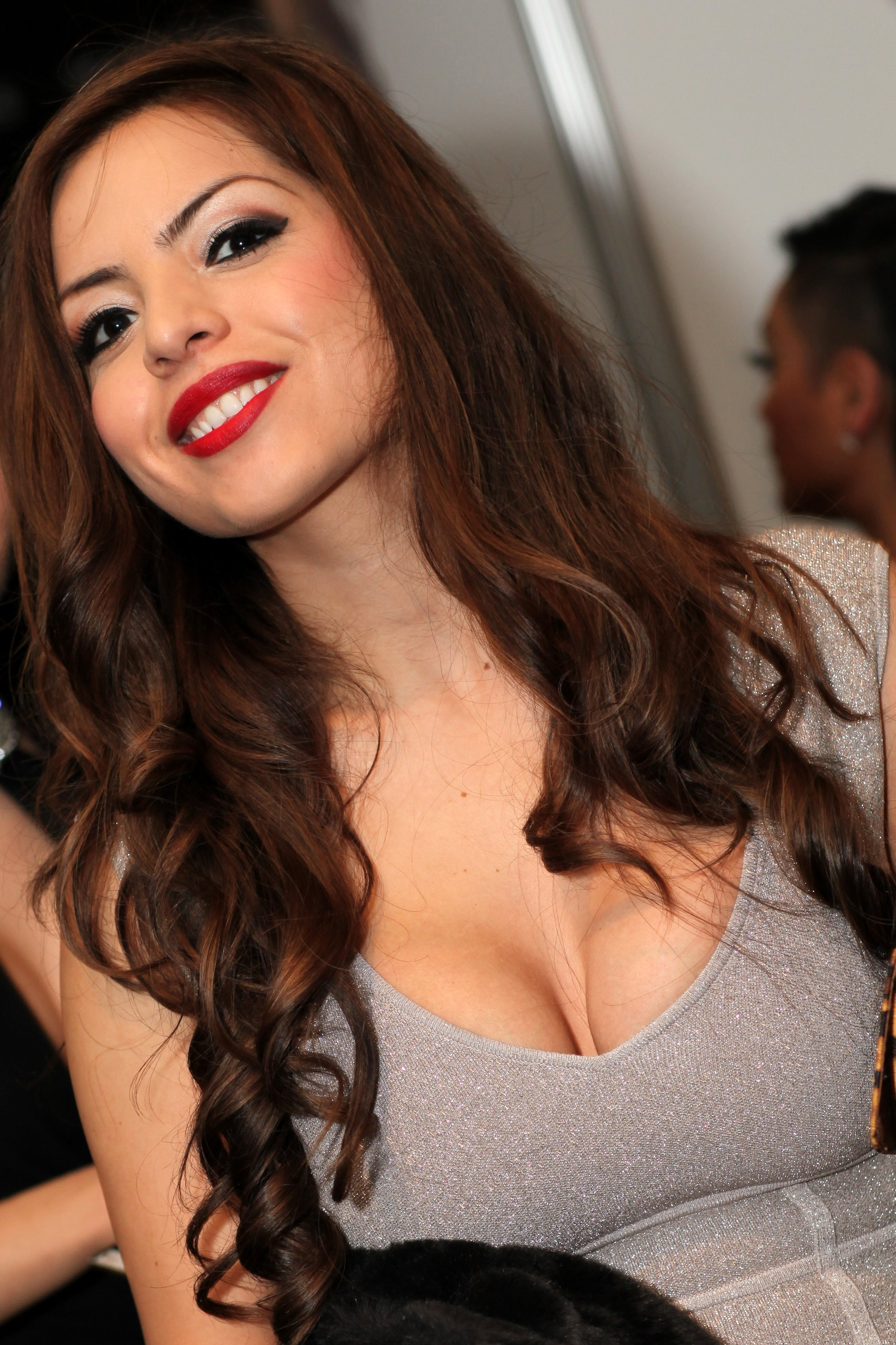
Yurizan Beltran agli AVN Awards del 2013

- Monster Cock For Her Little Box (2013)
- POV Jugg Fuckers 5 (2013)
- Deep Anal Penetrations (2014)
- Horny Housewives (2014)
- Pornstar Spa 11 (2014)
- Yoga Girls 3 (2014)
- Big Tit Masturbation 2 (2015)
- My Best Friend's Wife (2015)
- Breast Intentions (2016)
- Tits and Oil 2 (2016)
- Couples Seek Third 6 (2017)
- Couples Seek Third 7 (2017)
- P.O.V. Perfection 2 (2017)